# Тетеринск
Тете́ринск — упразднённый в 2024 году посёлок в Мамско-Чуйском районе Иркутской области России. в Мамско-Чуйском районе Иркутской области. Входил в Мамское городское поселение.

## География
Находится на правом берегу реки Витим, при автодороге 25Н-329, в 4 км к юго-востоку (по паромной переправе) от рабочего посёлка Мама.

## История
Исключен из учётных данных в 2024 году.

## Население
| 2002 | 2010 | 2011 | 2012 | 2021 |
| ---- | ---- | ---- | ---- | ---- |
| 3    | ↘0   | →0   | →0   | →0   |